# Silves, Bồ Đào Nha
Silves là một đô thị thuộc tỉnh Faro, Bồ Đào Nha. Đô thị này có diện tích 679 km², dân số thời điểm năm 2001 là 33830 người.